# تاريخ صربيا الحديثة
يغطي تاريخ صربيا الحديثة أو التاريخ الحديث لصربيا تاريخ صربيا منذ الصحوة الوطنية في مطلع القرن التاسع عشر عن الإمبراطورية العثمانية، ثم يوغسلافيا، حتى جمهورية صربيا في يومنا الحالي. تلي هذه الفترة التاريخ الحديث الباكر لصربيا.

## تاريخ صربيا (1804-1918)

### 1804-1876
بدأ تاريخ صربيا الحديثة مع الكفاح للتحرر من الاحتلال العثماني في عام 1804 (الثورة الصربية). أشار الحكم الذاتي الشاق الذي نالته صربيا عن الإمبراطورية العثمانية إلى تأسيس صربيا الحديثة في الانتفاضة الصربية الأولى في عام 1804 والانتفاضة الصربية الثانية في عام 1815، على الرغم من أن القوات التركية واصلت حماية العاصمة بلغراد حتى عام 1867. أحيت هذه الثورات الكبرياء الصربي ومنحت الصرب الأمل في أن إمبراطوريتهم قد تعود واقعًا مرةً أخرى. في عام 1829 مُنحت اليونان استقلالًا تامًا ومُنحت صربيا حكمها الذاتي الذي جعلها شبه مستقلة عن تركيا. جرى تبنّي دستور صربيا الأول، سريتينجي أو دستور كاندليماس، في عام 1835، ثم استُبدل بدستور عام 1838.
خلال ثورات 1848، أعلن الصرب في الإمبراطورية النمساوية مقاطعةً صربية ذاتية الحكم عُرفت بفويفودينا الصربية. بقرار من الإمبراطور النمساوي في نوفمبر 1849، نُقلت هذه المقاطعة إلى التاج النمساوي الذي عُرف بدوقية صربيا وتاميس بانات. ضد إرادة الصرب، أُلغيت المقاطعة في عام 1860، إلا أن صرب الإقليم حصلوا على فرصة أخرى لتحقيق مطالبهم السياسية في عام 1918. يُعرف هذا الإقليم اليوم بفويفودينا.

### استقلال 1878
أعلنت صربيا ومونتينيغرو الحرب على تركيا في عام 1876 ومُنيتا بهزيمة نكراء. قررت روسيا التدخل مُلهمةً من قبل القومية السلافية. في عام 1877 حققت الحرب إلى جانب روسيا ضد الأتراك النصر لصربيا وأكسبتها استقلالًا تامًا ومكاسب إقليمية كبيرة نحو الجنوب الشرقي، من بينها نيش، التي باتت منذ تلك اللحظة فصاعدًا ثاني أكبر مدن صربيا. أُبطلت بعض مكاسب اتفاقية سان ستيفانو الأولية عبر تدخل ألمانيا وبريطانيا وقوى أخرى في اتفاقية برلين (1878).
أُعلنت المملكة الصربية في عام 1882، تحت حكم الملك ميلان الأول. كانت صربيا في ذلك الوقت واحدةً من الدول النادرة التي امتلكت سلالتها الحاكمة المحلية الخاصة بها على العرش (على نحو مماثل لإيطاليا). وعلى الرغم من ذلك، كان ملايين الصرب ما يزالون يعيشون خارج صربيا، في الإمبراطورية النمساوية المجرية (الهرسك والبوسنة وكرواتيا ودالماتيا وفويفودينا وساندزاك) والإمبراطورية العثمانية (كوسوفو ومقدونيا). تدخلت روسيا والنمسا على الدوام في السياسة الداخلية الصربية وشؤونها الخارجية.
كانت الدولة الجديدة، مثل معظم أراضي البلقان، فقيرةً وزراعية إلى حد كبير، مع قليل من الصناعة أو البنية التحتية الحديثة. ارتفع إجمالي عدد السكان من مليون في أوائل القرن التاسع عشر إلى مليونين ونصف في عام 1900، حين كانت بيلغراد تضم 100 ألف نسمة (كان الجزء الشمالي تحت سيطرة الإمبراطورية النمساوية المجرية) وكانت نيش تضم 24,500 نسمة وكانت ست مدن أخرى تضم بين 10 آلاف و15 ألف نسمة في كل مدينة.
تمحورت السياسة الداخلية حول التنافس الأسري بين أسرتي أوبرينوفيتش وكارادورديفيتش، المنحدرتين على التوالي من ميلوس أوبرينوفيتش (اعتُرف به أميرًا وريثًا في عام 1829) وكارادوردي (جورج الأسود)، قائد ثورة عام 1804 إلا أنه قُتل في عام 1817. ترأست أسرة أوبرينوفيتش الدولة الناشئة بين عامي 1817-1842 وعامي 1858-1903، في حين ترأستها أسرة كارادورديفيتش بين عامي 1842 و1858 وبعد عام 1903. كان ميلان الأول حاكم صربيا منذ عام 1868 حتى عام 1889، أولًا أميرًا (1868-1882) ولاحقًا ملكًا (1882-1889).